# Затурцевская сельская община
Затурцевская сельская община (укр. Затурцівська сільська громада) — территориальная община во Владимирском районе Волынской области Украины.
Административный центр — село Затурцы.
Население составляет 8842 человека. Площадь — 430,3 км².
В соответствии с распоряжением Кабинета Министров Украины от 12 июня 2020 года, в состав общины вошла территория Войницкого, Затурцевского, Зубильненского, Кисилинского, Озютичевского, Холопичевского и Шельвовского сельских советов упразднённого Локачинского района.

## Населённые пункты
В состав общины входит 26 сёл:
- Затурцы
- Войницкий старостинский округ:
  - Войница
  - Губин
  - Михайловка
  - Павловичи
  - Тумин
- Зубильненский старостинский округ:
  - Великий Окорск
  - Зубильное
  - Квасовица
  - Малый Окорск
  - Семеринское
  - Сирнычки
  - Юновка
- Кисилинский старостинский округ:
  - Запуст
  - Кисилин
  - Твердыни
- Озютичевский старостинский округ:
  - Журавец
  - Молчанов
  - Озютичи
- Холопичевский старостинский округ:
  - Маньков
  - Холопичи
- Шельвовский старостинский округ:
  - Вилька-Садовская
  - Войнин
  - Гранатов
  - Садовские Дубины
  - Шельвов